# 梅爾比奇 (加利福尼亞州)
梅爾比奇（英語：Muir Beach）是位於美國加利福尼亞州馬林縣的一個人口普查指定地區。

## 地理
梅爾比奇的座標為37°51′44″N 122°34′53″W / 37.86222°N 122.58139°W，而該地最高點為海拔高度95米（即312英尺）。

## 人口
根據2010年美國人口普查的數據，梅爾比奇的面積為1.276平方千米，均為陸地。當地共有人口310人，而人口密度為每平方千米242人。